# Jacob van Zuylen van Nijevelt
Jacob Pieter Pompejus Baron van Zuylen van Nijevelt, född den 29 juni 1816 i Dordrecht, död den 4 november 1890 i Haag, var en nederländsk statsman. Han var kusin till Julius van Zuylen van Nijevelt.
Efter studier vid Athenaeum Illustre i Deventer studerade van Zuylen van Nijevelt rättsvetenskap vid universitetet i Utrecht, där han promoverades 1840. År 1849 blev han ledamot av generalstaternas andra kammare. van Zuylen van Nijevelt var till att börja med liberal och anhängare av Johan Rudolf Thorbecke. Han var 1852–1853 utrikesminister i dennes kabinett. Efter att ha ingått sitt tredje gifte med en dotter till den tidigare ministerpresidenten Jan Jacob Rochussen blev han under inflytande från sin svärfar alltmer konservativ. År 1861 blev han själv ministerpresident och ånyo utrikesminister. Senare blev han sändebud i Paris och ledamot av generalstaternas första kammare.